# 윌리엄 패터슨 대학교

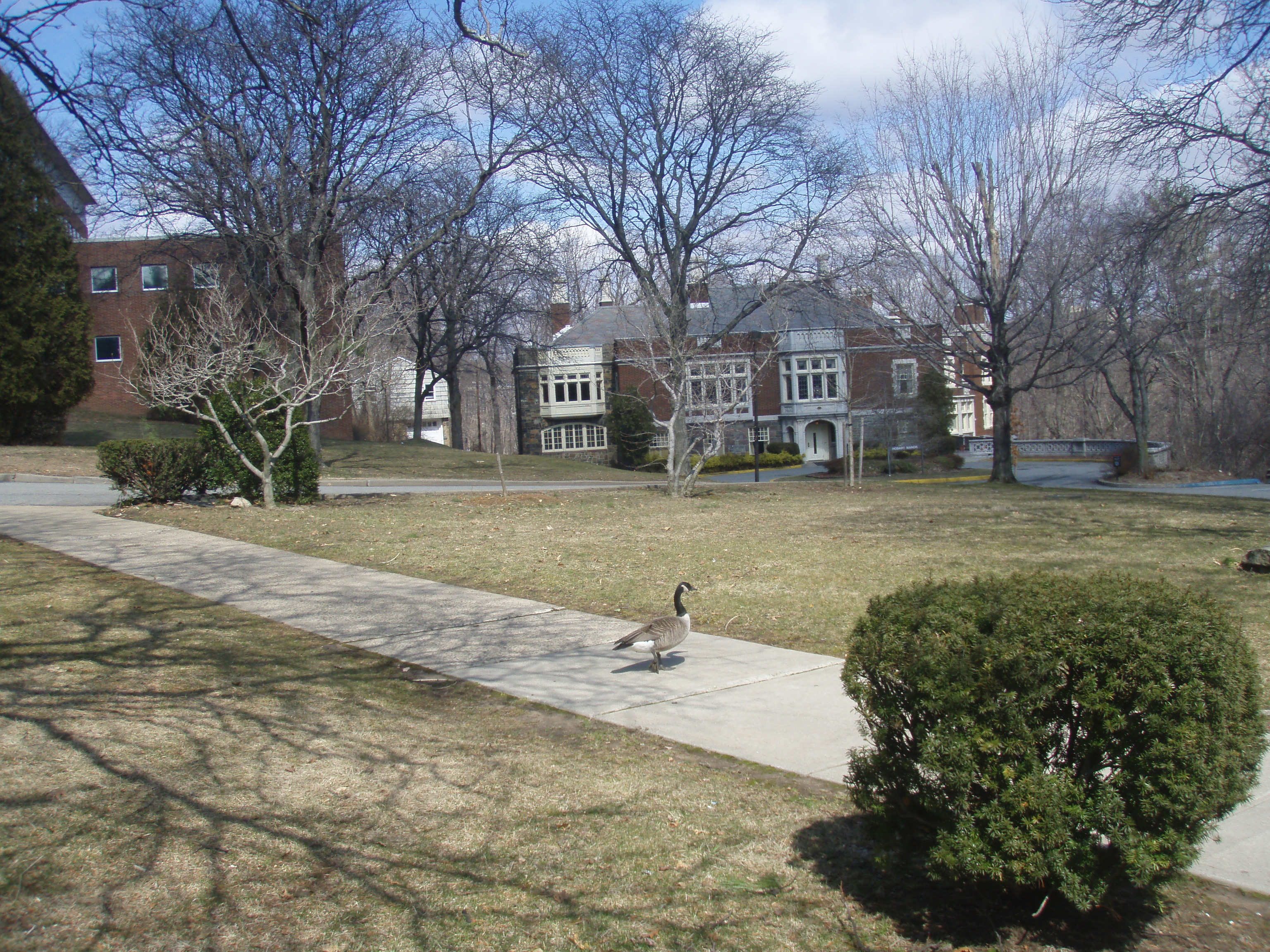

윌리엄 패터슨 대학교(William Paterson University, 공식 명칭: 뉴저지 윌리엄 패터슨 대학교, William Paterson University of New Jersey, WPUNJ)는 미국 뉴저지주 웨인에 위치한 공립 대학이다. 뉴저지 공립고등교육시스템의 일부이다.
1855년 설립되었으며 미국의 판사 윌리엄 패터슨의 이름을 따서 교명이 정해졌다. 윌리엄 패터슨은 뉴저지주에서 3번째로 오래된 공립 기관이다. 5개의 학술 칼리지가 있다.